# Étienne Poulet
Étienne Édouard Poulet, né le 10 juin 1890 au château d'Isenghien à Lomme (Nord) et mort le 9 septembre 1960 à Paris (12e arrondissement), est un pionnier français de l'aviation.

## Biographie

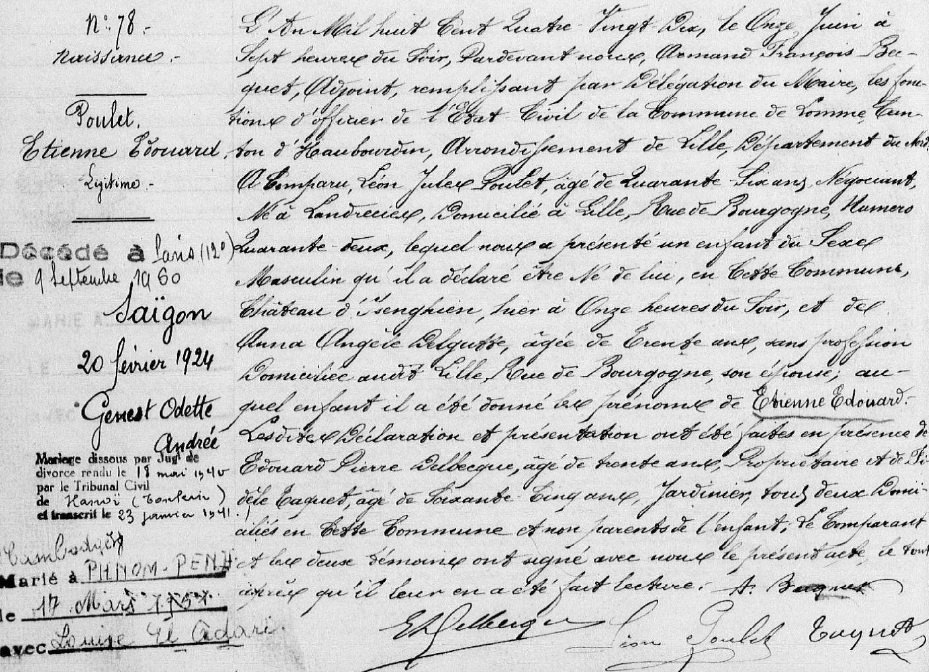
Étienne Poulet acte de naissance 10-06-1890 au château d'Isenghien Lomme.

Étienne Poulet reçoit son certificat de pilote le 12 janvier 1912 (no 709) à l'Aéro-club de France. Dès 1913, il est remarqué par la presse nationale, lorsqu'il vole « la tête en bas », ce que seuls deux pilotes ont déjà pratiqué, selon Le Figaro,.
Après plusieurs tentatives — le 8 avril 1914, il vole 12 heures d'affilée, entre Étampes et Gidy—, il bat le record du monde de durée en vol sans escale, en 16 heures 28 minutes et 56 secondes (soit 936,8 km) le 26 avril 1914, détenu auparavant par l’Alsacien Karl Ingold pour l'Allemagne, qui avait volé le 7 février 1914 durant 16 heures et 20 minutes avec son biplan militaire allemand de 100 chevaux. Il est également détenteur du « record de la hauteur avec deux et trois passagers ». Ses exploits feront de lui un récipiendaire de la Légion d'honneur.

### Raid Paris-Melbourne
Après la Première Guerre mondiale, il tente de relier Paris à Melbourne, en Australie, à bord d'un Caudron G.4, « moteurs rotatifs Le Rhône ». Il décolle de Villacoublay le 14 octobre 1919, en compagnie de son mécanicien et ami Jean Benoist. Son périple, pour lequel il est en concurrence avec d'autres aviateurs, est médiatisé,,,,. Le 17 décembre, le journal La Croix rapporte que l'appareil du pilote, stationné à Rangoun, est « très fatigué ». Étienne Poulet échoue peu de temps après en raison de problèmes mécaniques. Alors qu'il survole la Birmanie (le Siam), un vautour percute l'hélice de son appareil et la brise, rapporte Le Figaro, le 19 décembre,.
Son retour en France est annoncé par télégramme le 28 janvier 1920, sur le navire Gloucestershire, au port de Marseille. Il s'agit en fait d'une erreur, due à une confusion de nom ; l'aviateur est toujours à Rangoun. En juin 1920, il s'y trouve toujours, devant prendre réception d'un nouvel avion afin de reprendre son périple vers l'Australie.
Le 8 septembre 1920, le journal Le Gaulois publie la brève suivante :
« On mande de Djojakarta [sic] (Java) que l'aviateur Poulet, après avoir réparé son avion, vient de repartir pour achever son raid Paris-Melbourne (Australie). »
En décembre de la même année, il survole l'île de Bornéo.

### Années en Asie
En 1924, au cours des conflits de l'époque des seigneurs de la guerre chinois, alors qu'il réside à Moukden (Shenyang), il serait devenu instructeur de l'armée aérienne de Zhang Zuolin,[source insuffisante].
Étienne Poulet vit ensuite de nombreuses années en Indochine française (Saigon, Hanoï, Phnom-Penh) où il effectue des démonstrations aériennes,,. Il revient en France après la guerre d'Indochine.
Domicilié à Nice, il meurt à l'hôpital Saint-Antoine à Paris.

## Distinctions
- Croix de guerre 1914–1918
- Médaille militaire
- Croix de guerre 1939–1945
- Officier de la Légion d'honneur (1948)

## Hommage
En octobre 2018, la ville décide de lui rendre hommage en envisageant de créer une rue à son nom lors d'un projet urbain du côté de la rue de Lompret.